# Dobri Laki
Dobri Laki (în bulgară Добри лаки) este un sat în Obștina Strumeani, Regiunea Blagoevgrad, Bulgaria.

## Demografie
Componența etnică a satului Dobri Laki
     Bulgari (99,47%)
     Nicio identificare (0,52%)
     Altele (0%)
La recensământul din 2011, populația satului Dobri Laki era de 189 locuitori. Din punct de vedere etnic, majoritatea locuitorilor (99,47%) erau bulgari. Pentru 0,52% din locuitori nu este cunoscută apartenența etnică.